# Göpfritzschlag
Göpfritzschlag ist eine Ortschaft und eine Katastralgemeinde der Marktgemeinde Karlstein an der Thaya im Bezirk Waidhofen an der Thaya in Niederösterreich mit 100 Einwohnern (Stand 1. Jänner 2024).

## Geografie
Das Dorf liegt westlich von Karlstein an der Thayatal Straße. Im Ort zweigen die Landesstraßen L8152 und L8164 ab. Am 1. April 2020 umfasste die Ortschaft 52 Adressen.

## Siedlungsentwicklung
Zum Jahreswechsel 1979/1980 befanden sich in der Katastralgemeinde Göpfritzschlag insgesamt 67 Bauflächen mit 36.799 m² und 74 Gärten auf 31.446 m², 1989/1990 gab es 70 Bauflächen. 1999/2000 war die Zahl der Bauflächen auf 189 angewachsen und 2009/2010 bestanden 92 Gebäude auf 182 Bauflächen.

## Geschichte
Im Jahr 1822 wurde der Ort als Dorf mit 47 Häusern genannt, das nach Münichreith an der Thaya eingepfarrt war, wohin auch die Kinder eingeschult wurden. Die Herrschaft Karlstein besaß die Ortsobrigkeit, übte die Landgerichtsbarkeit aus und besorgte die Konskription. Die Untertanen und Grundholde des Ortes gehörten den Herrschaften Waidhofen, Pfarre Obergrünbach und Raabs sowie Karlstein.
Laut Adressbuch von Österreich waren im Jahr 1938 in der Ortsgemeinde Göpfritzschlag ein Gastwirt, zwei Gemischtwarenhändler, ein Schmied, ein Schneider und zwei Schneiderinnen, ein Schuster, zwei Trafikanten, ein Viehhändler, eine Rinderzuchtgenossenschaft für Waldviertler Landschlag, ein Wagner und zahlreiche Landwirte ansässig. Im Zuge der Niederösterreichischen Kommunalstrukturverbesserung trat die damalige Ortsgemeinde Göpfritzschlag per 1. Jänner 1971 der Marktgemeinde Karlstein an der Thaya bei.

## Bodennutzung
Die Katastralgemeinde ist landwirtschaftlich geprägt. 440 Hektar wurden zum Jahreswechsel 1979/1980 landwirtschaftlich genutzt und 332 Hektar waren forstwirtschaftlich geführte Waldflächen. 1999/2000 wurde auf 441 Hektar Landwirtschaft betrieben und 328 Hektar waren als forstwirtschaftlich genutzte Flächen ausgewiesen. Ende 2018 waren 431 Hektar als landwirtschaftliche Flächen genutzt und Forstwirtschaft wurde auf 329 Hektar betrieben. Die durchschnittliche Bodenklimazahl von Göpfritzschlag beträgt 26,3 (Stand 2010).